# Nœud de cravate Windsor
Pour les articles homonymes, voir Windsor.

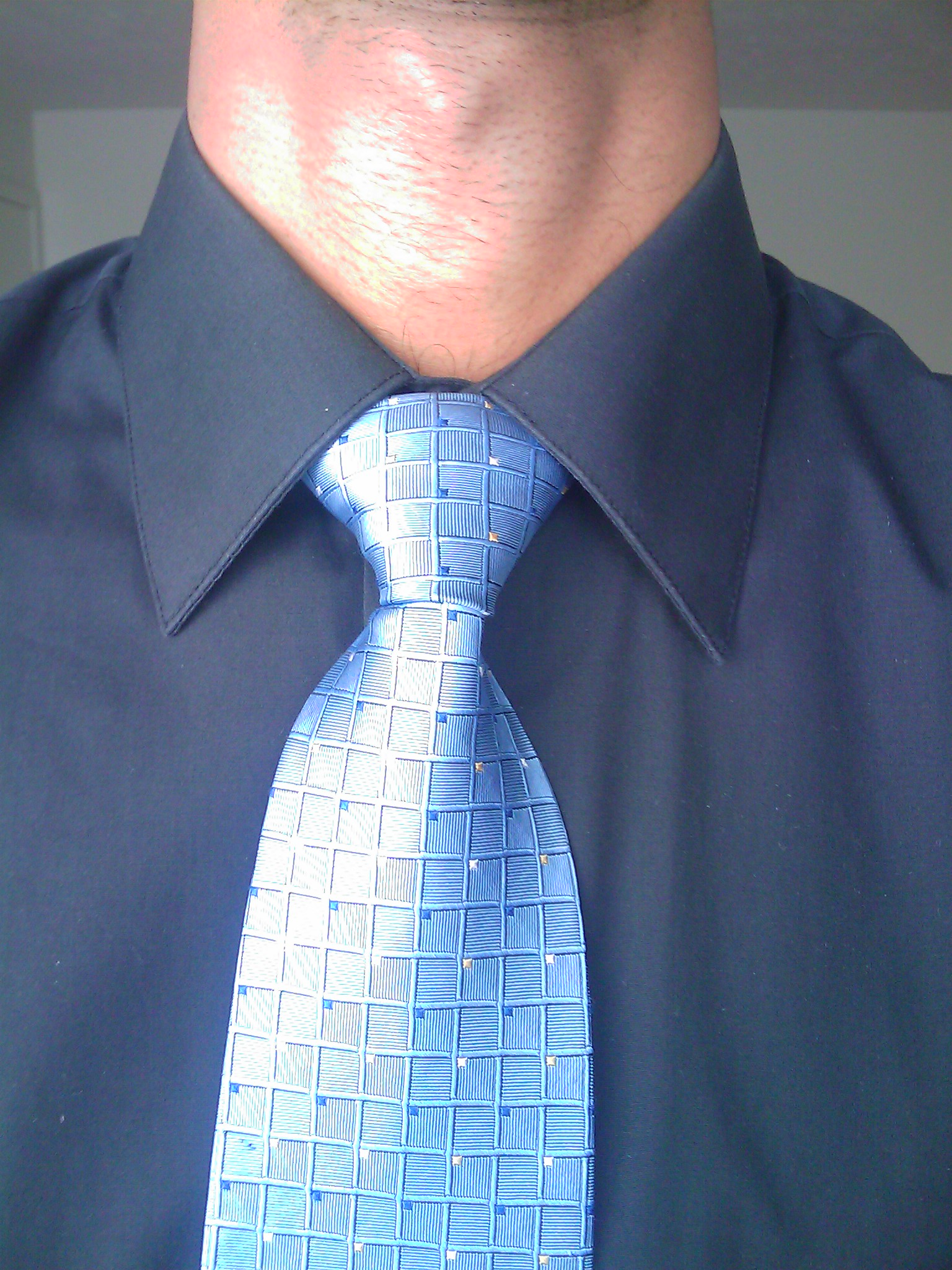
Noeud Windsor

Le nœud Windsor est un nœud de cravate très élégant et possédant l'avantage d'être symétrique.

## Réalisation
La galerie ci-dessous donne la méthode pour l'exécution du nœud Windsor, appelé aussi nœud double. Les images donnent l'aperçu du porteur de la cravate (sauf pour la dernière étape).

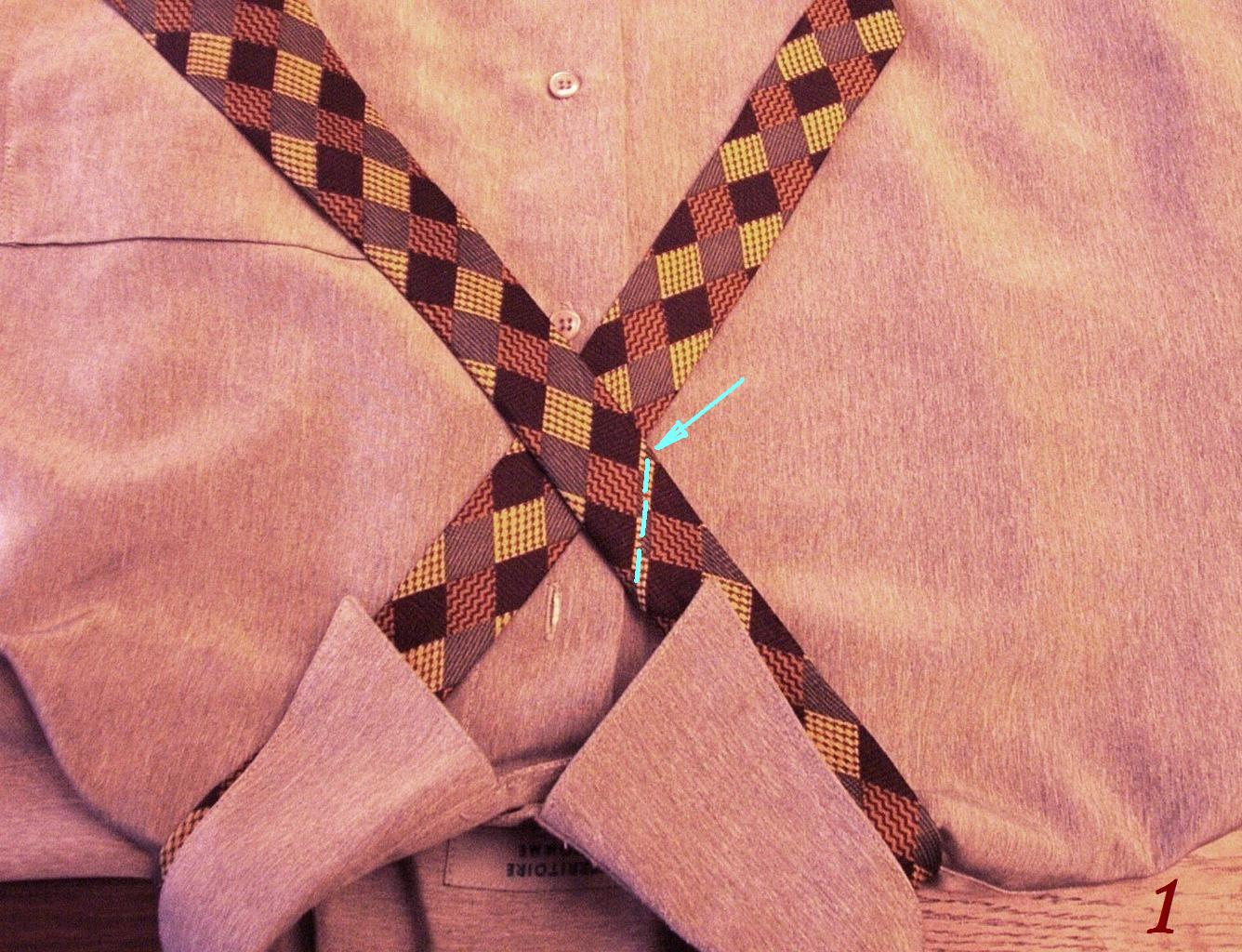
Enrouler la cravate autour du col. Croiser la bande large au-dessus du petit bout au niveau de la couture (cf image en taille réelle).
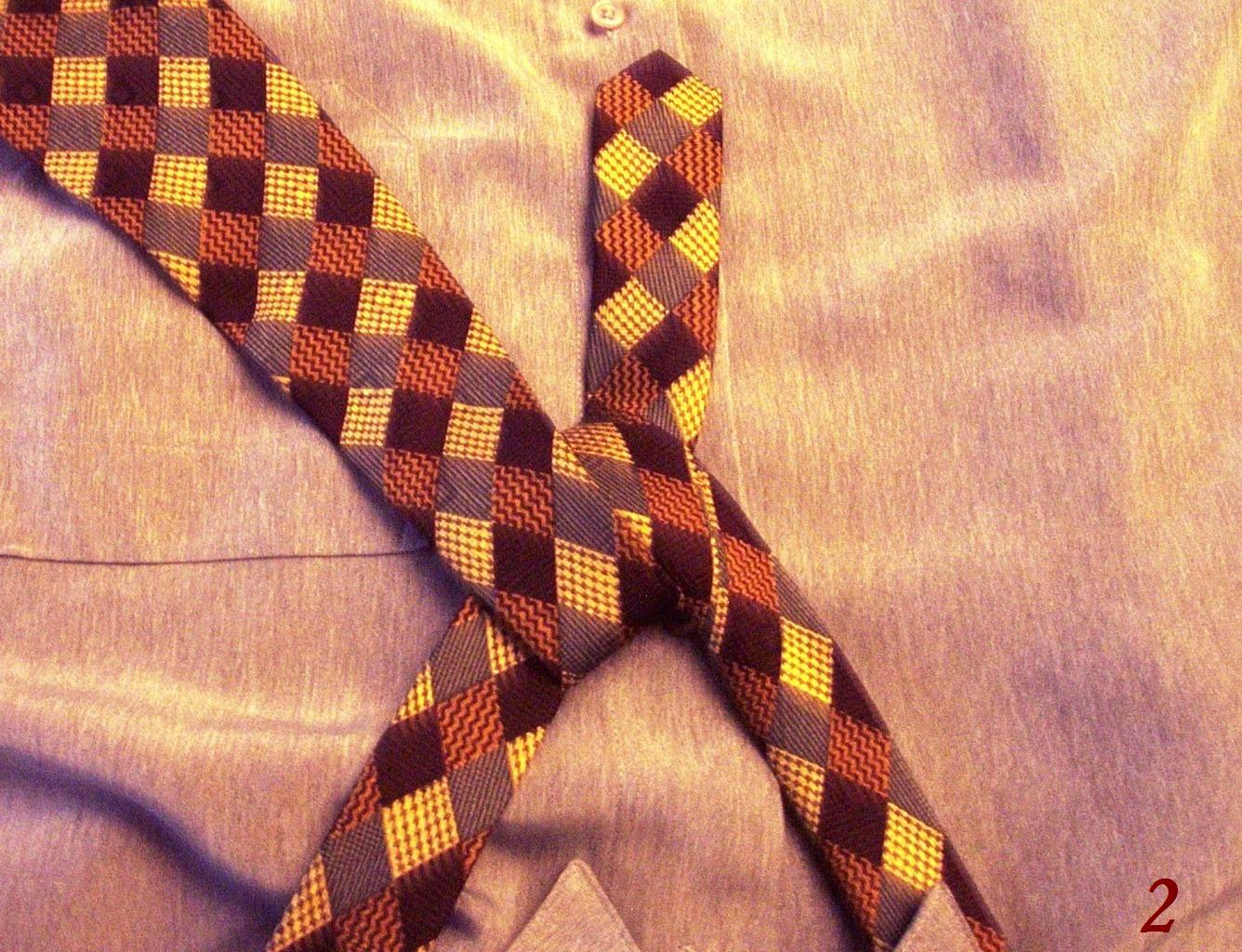
Faire le tour du brin. Tendre légèrement.
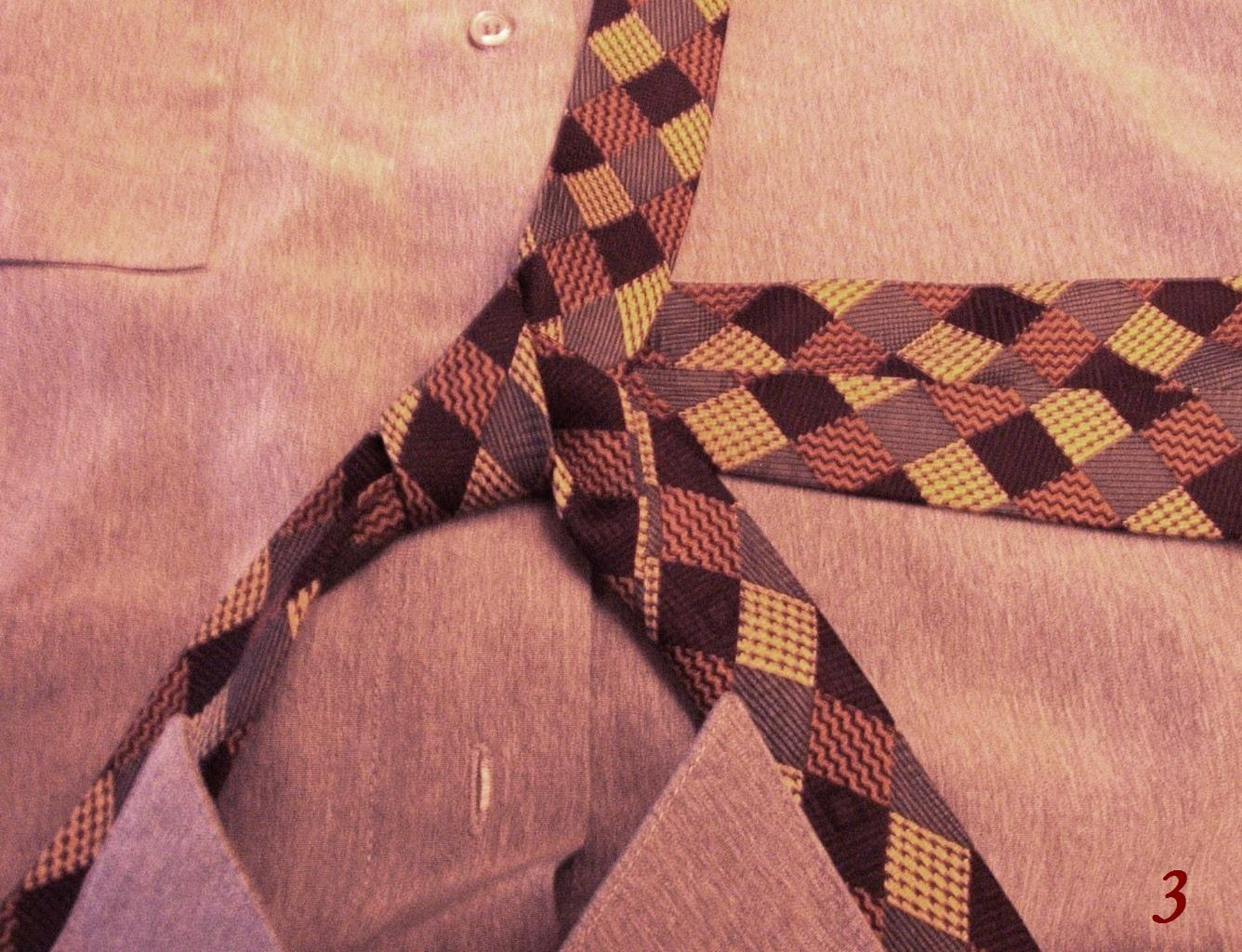
Passer derrière le petit bout. Maintenir tendu.
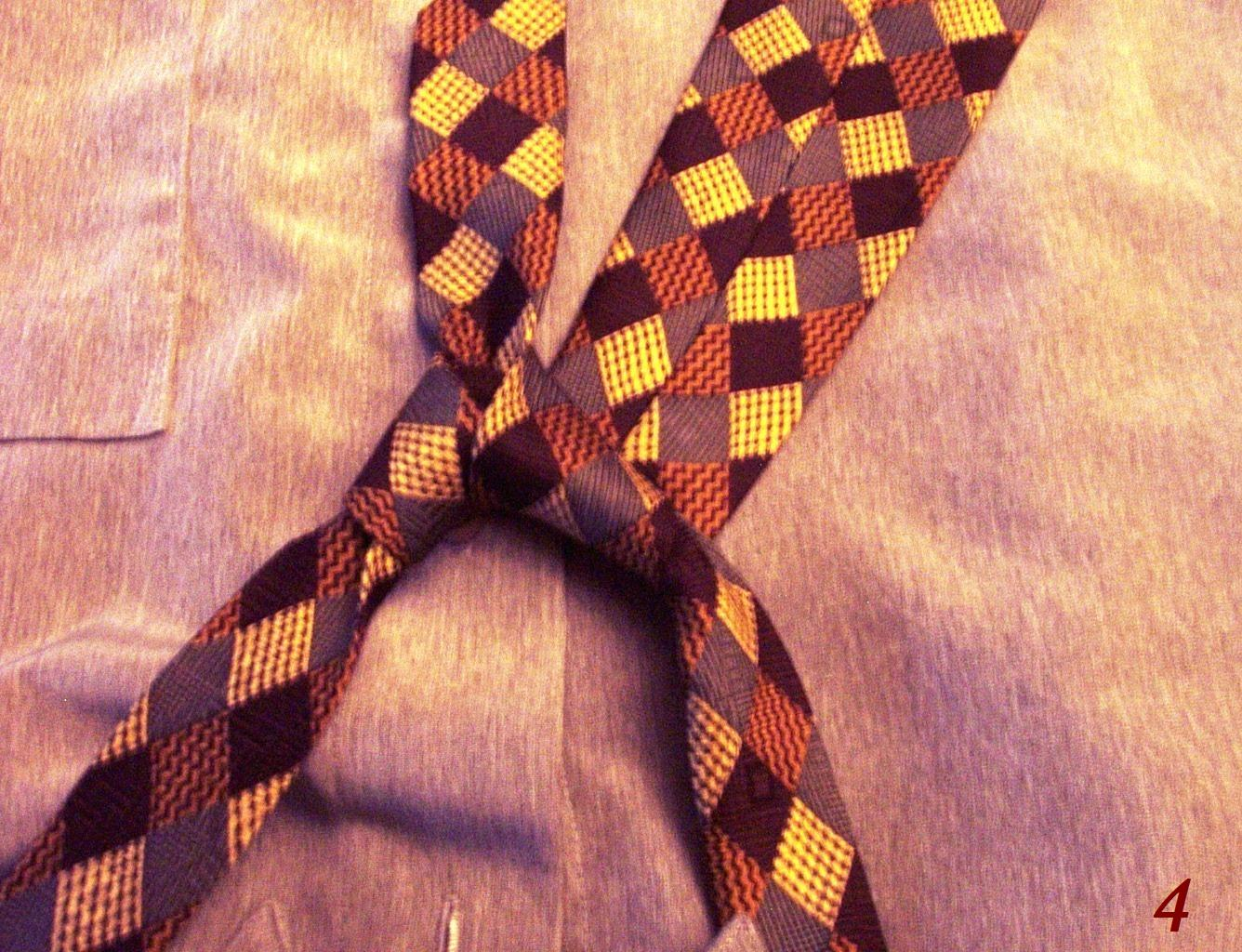
Faire le tour deuxième brin. Maintenir tendu.
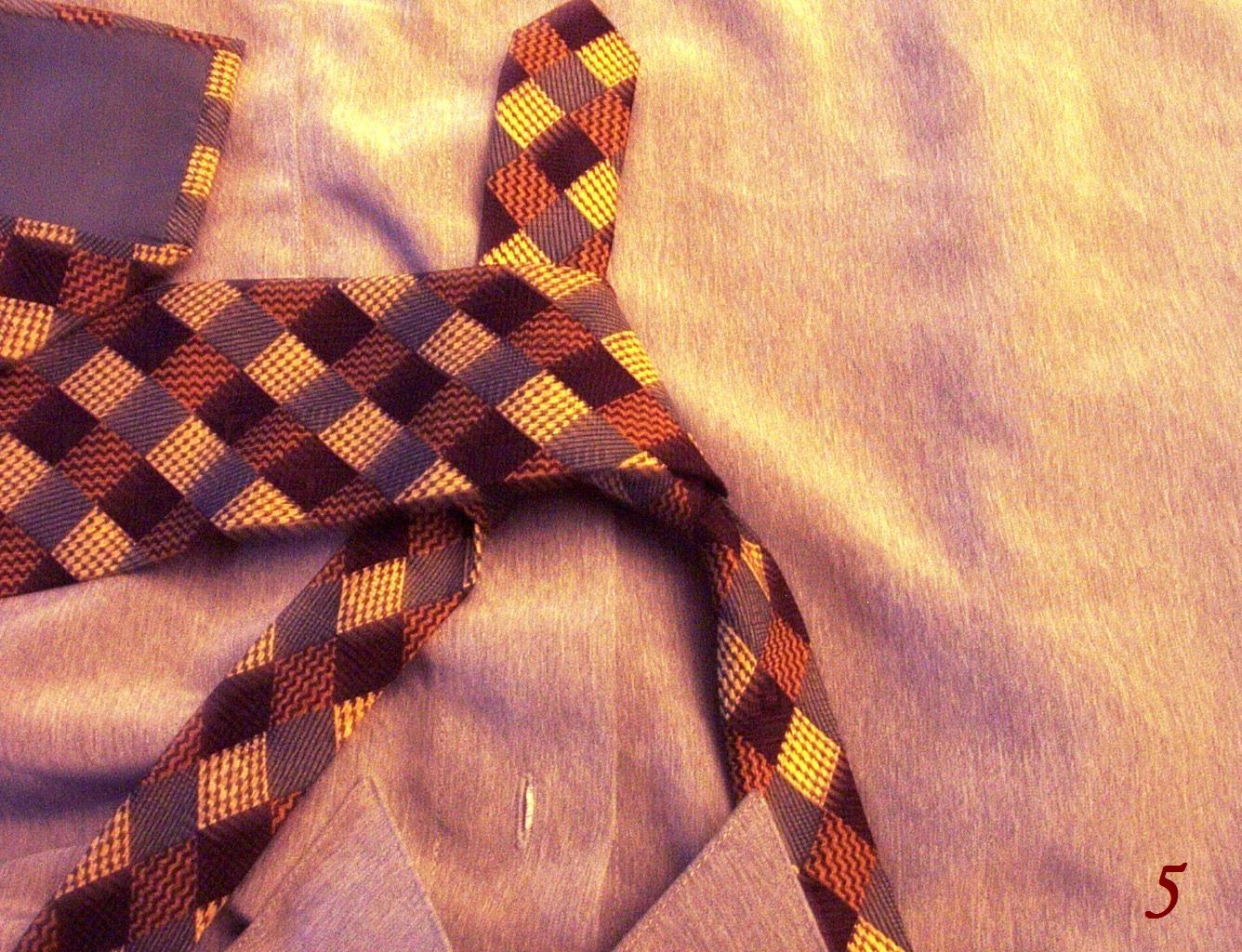
Passer devant le nœud. Cette partie constitue la partie visible du nœud définitif.
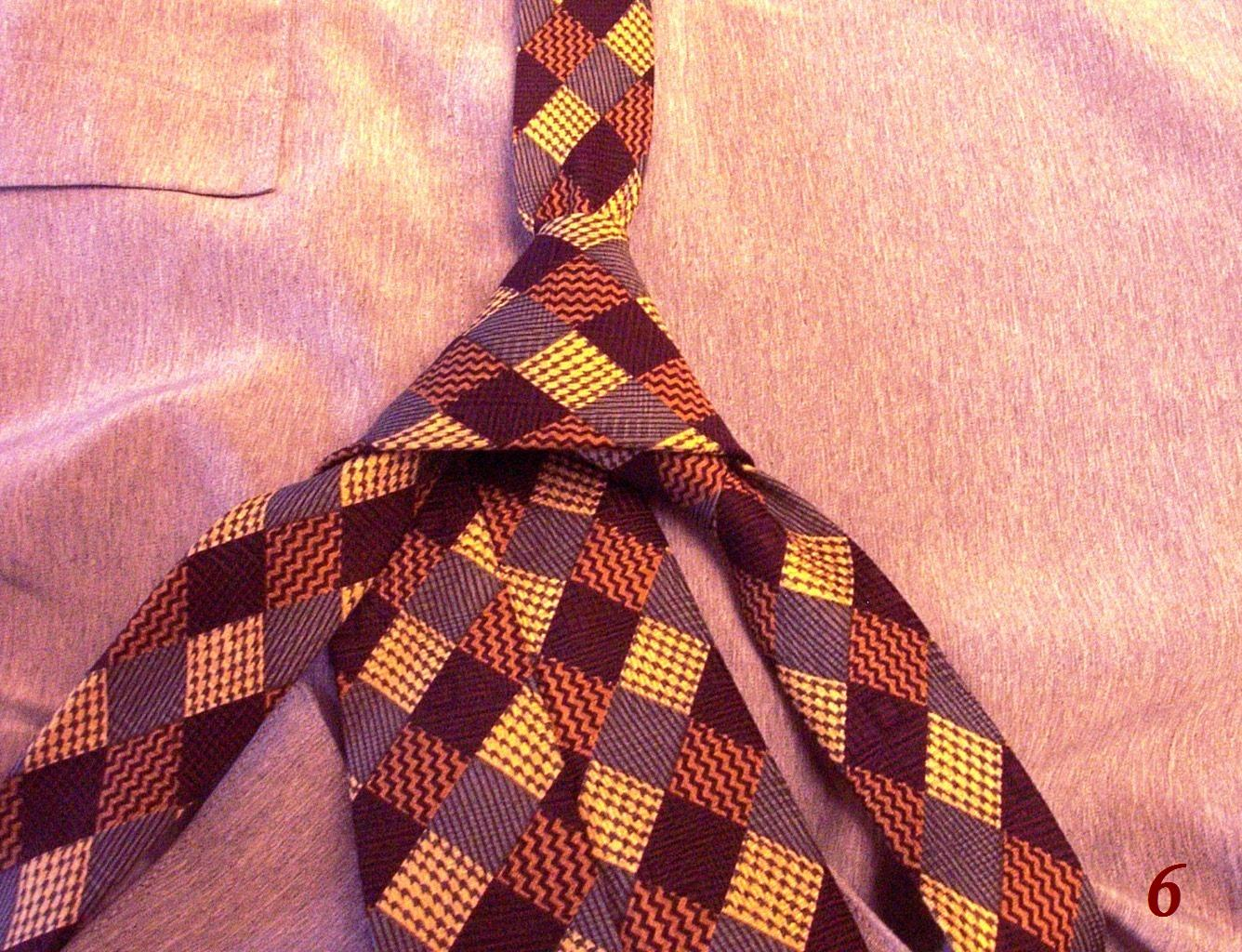
Passer derrière le premier brin.
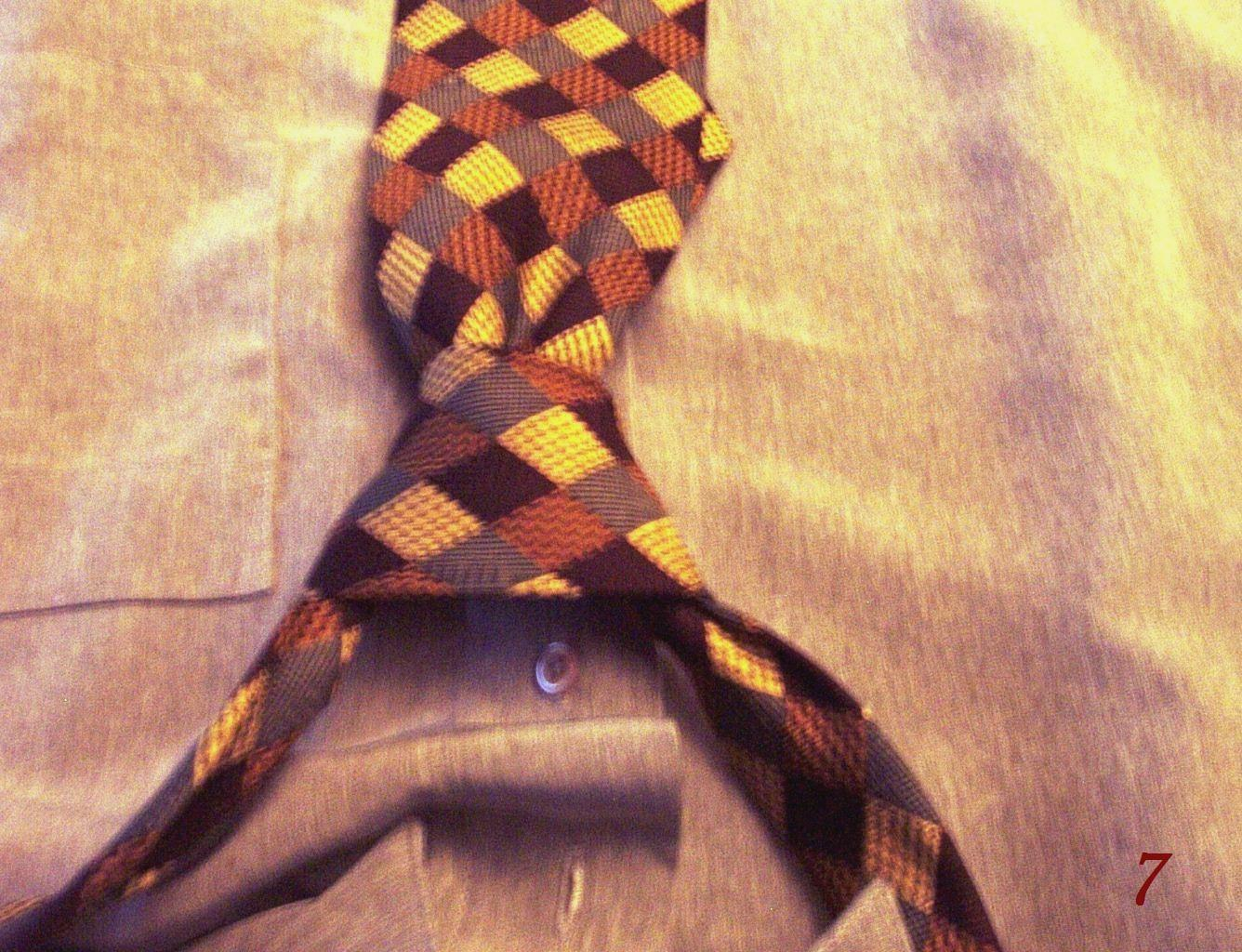
Passer dans le nœud, juste en dessous de la partie visible.
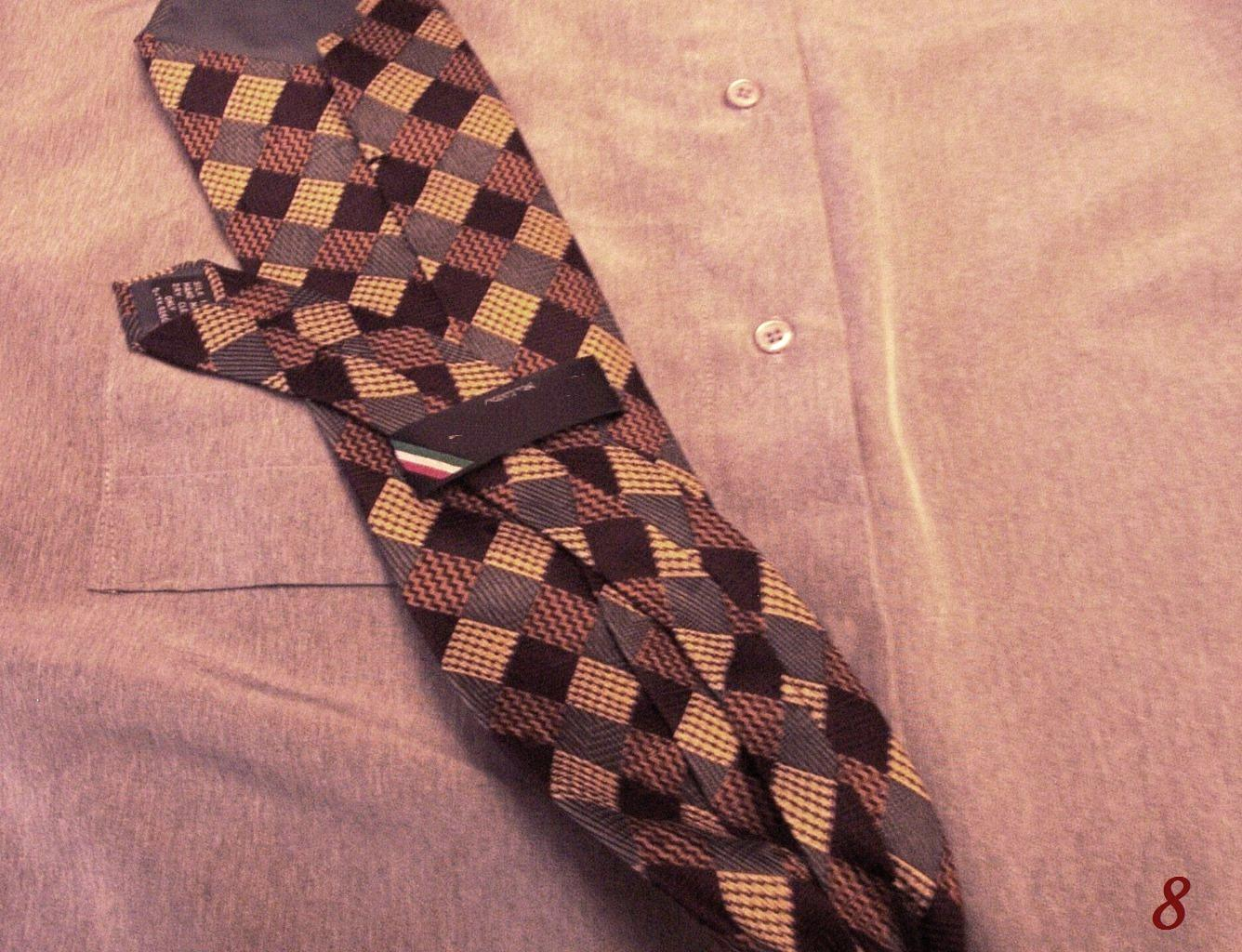
Ajuster le nœud en tirant sur le petit bout. Glisser le petit bout dans l'étiquette.
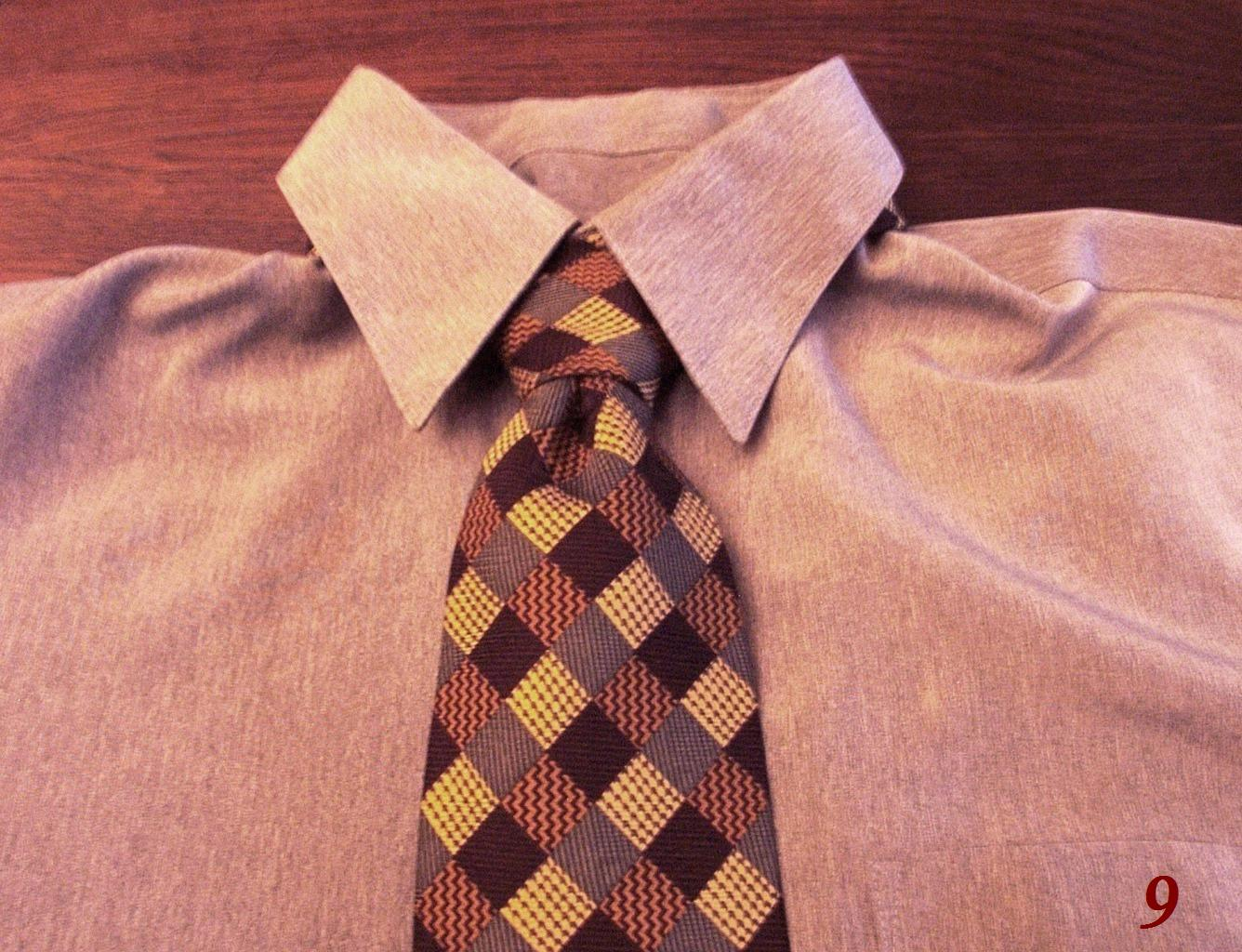
Le nœud doit présenter un pli central.
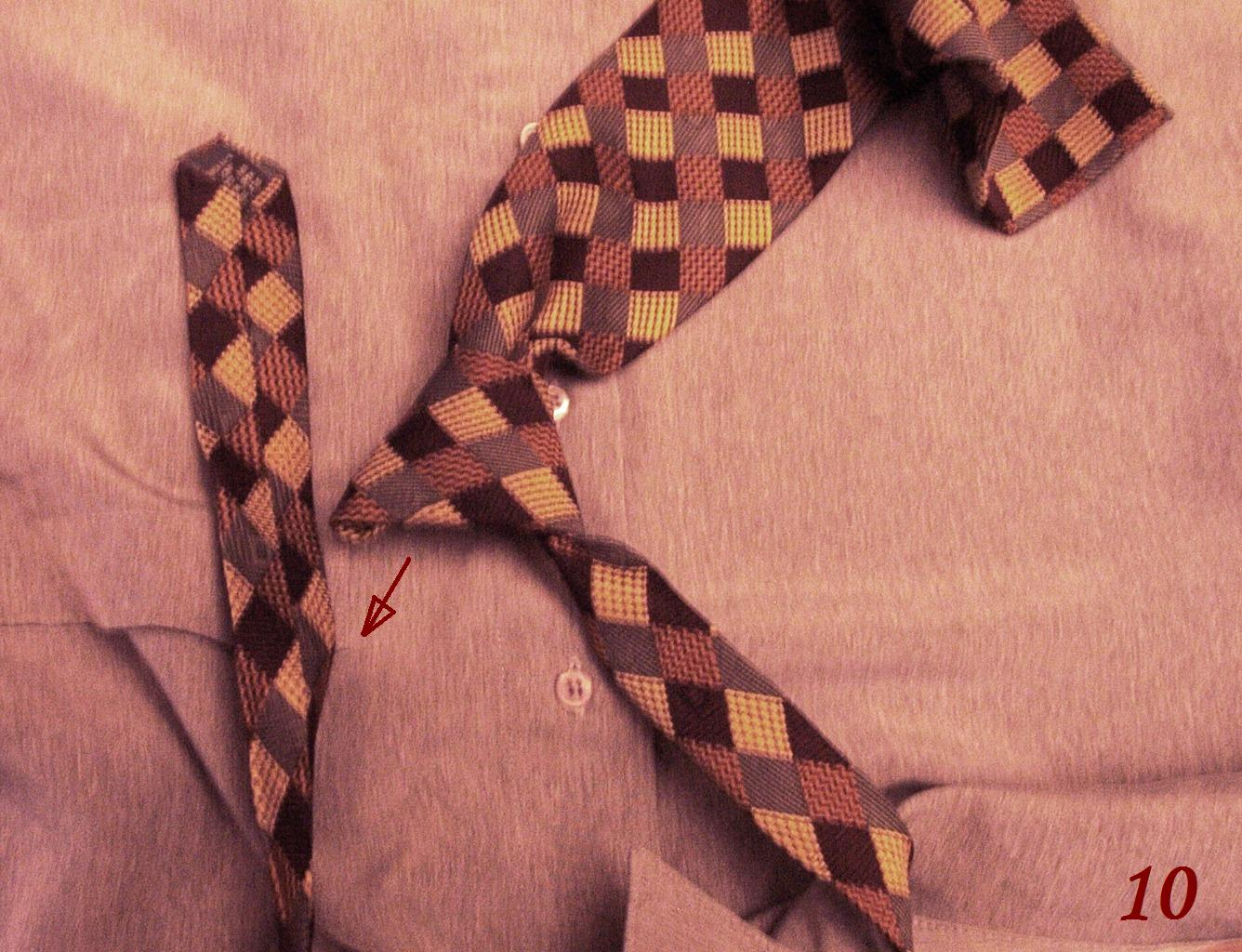
Pour retirer la cravate sortir complètement le petit bout.
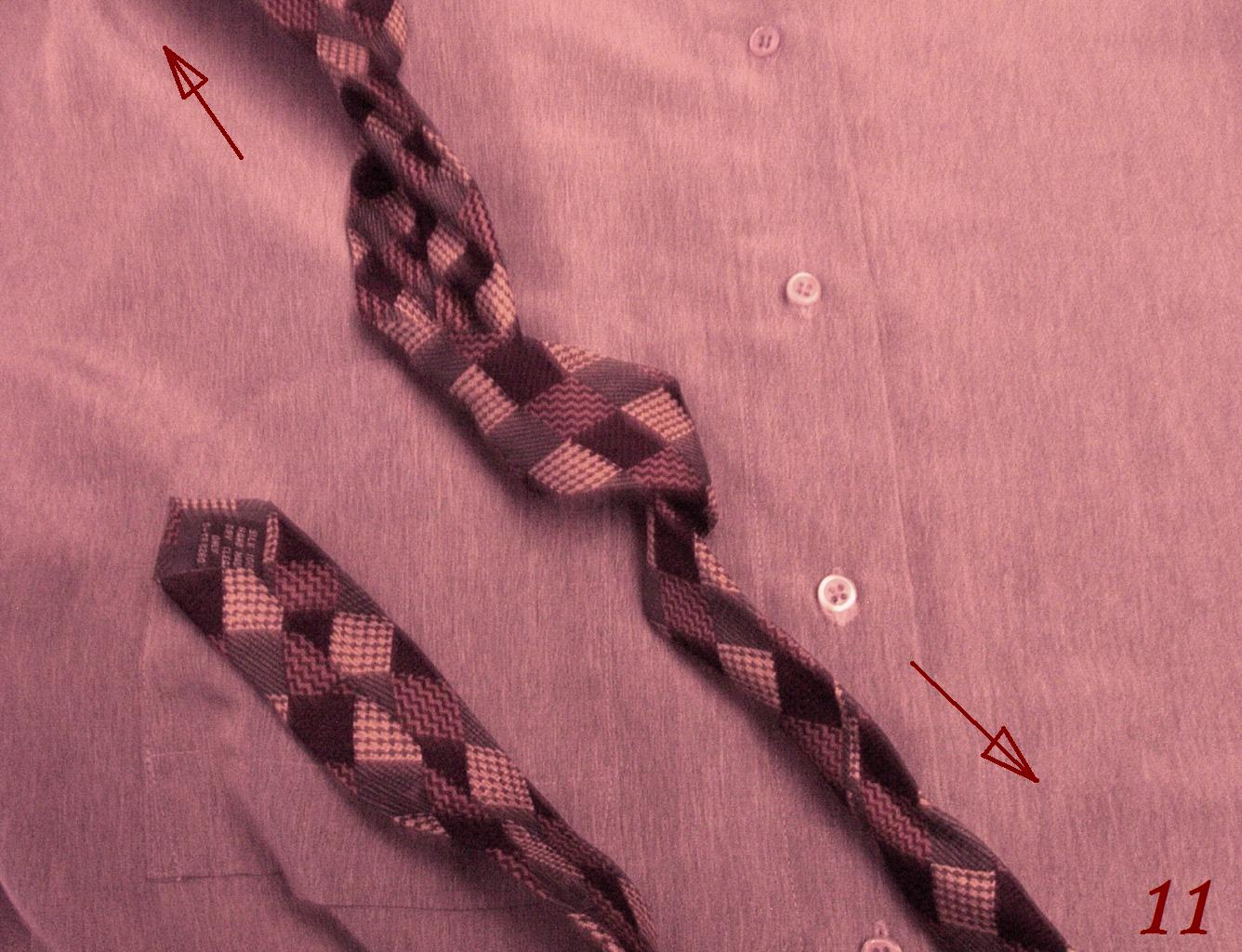
Claquer le nœud en tirant sur les deux extrémités.